# Spelaseorchestia kiloana
Spelaseorchestia kiloana é uma espécie de crustáceo da família Orchestiidae.
É endémica dos Estados Unidos da América.